# Sekvenování nové generace
Jako sekvenování nové generace (anglicky next generation sequencing) se souhrnně označují moderní metody sekvenování DNA vyvíjené od 90. let 20. století. Tyto metody oproti starším metodám (Sangerovo sekvenování, pyrosekvenování) přinášejí zásadní výhodu, neboť umožňují rychlejší a levnější generování většího množství dat. Proto také tyto metody od přelomu tisíciletí dosahují značného uplatnění v mnoha sférách výzkumu, i díky existenci komerčních soukromých sekvenačních center.

## Sekvenování druhé generace
Jako metody sekvenování druhé generace se označují ty metody, které využívají fragmentaci genomu do kratších fragmentů. Masivním paralelním sekvenováním těchto krátkých fragmentů (odtud anglický termín High-throughput sequencing methods) dochází ke kýženému zjednodušení i zlevnění sekvenace.
Vzhledem k tomu že dochází k sekvenování řady kratších fragmentů, pro získání celogenomové sekvence je nutné lokalizovat polohy těchto kratších segmentů v rámci genomu. K tomu se většinou využívá předem známý referenční genom (již osekvenovaný genom stejného či příbuzného druhu), na který jsou získané fragmenty mapovány. Alternativou je de novo sestavení kompletního genomu z jednotlivých fragmentů pomocí bioinformatických metod.

### Princip
Používá se mnoho metod, které však mají některé kroky velmi podobné:
Studovaná DNA je fragmentována na úseky dlouhé několik set bází. Tyto jsou dále napojeny k adaptérům (oligonukleotidy určité sekvence).
Jednotlivé fragmenty jsou odděleně namnoženy reakcí PCR a v dalším kroku paralelně sekvenovány. V naprosté většině se jeho princip neliší od pyrosekvenování. Jediným rozdílem je, že pyrosekvenční reakce probíhají paralelně na mnoha fragmentech DNA najednou. Dochází tak k sekvenováni tisíců až milionů vláken DNA současně. Díky takové paralelizaci procesu sekvenování je tak možné osekvenovat celý genom najednou.
Výsledkem je obrovská produkce výstupních dat s následnou potřebou utřídění a analýzy. Jedním z možných datových výstupů je FASTQ soubor. To představuje další výzvu pro tyto metody, kdy na samotné sekvenování musí navázat pokročilé metody zpracování dat a jejich komprimace.

### Redukovaná reprezentace genomu
V některých případech je třeba jisté zjednodušení, zejména s ohledem na výsledné množství dat, které je následně třeba zpracovávat. Proto se někdy nepracuje s celými genomy, ale pouze s některými jeho částmi. Mluví se o tzv. redukované reprezentaci genomu. Této redukované reprezentace lze dosáhnout třemi možnostmi:
- použití restrikčních enzymů (pomocí specifických enzymů dojde k naštípení sekvencí DNA na přesně určených místech a sekvenovány jsou pouze místa do určité vzdálenosti od restrikčního místa (místa štěpení));
- sekvenování RNA (není sekvenován celý genom, ale jen ty části, které jsou překládány do RNA);
- sequence capture (jsou přesně určeny sekvence, které mají být sekvenovány. Může se jednat například o sekvence konkrétních genů, nebo o místa obsahující konkrétní oligonukleotidové sekvence).

### Současně používané platformy

#### 454 (Roche)
454 sekvenování bylo vyvinuto firmou Roche. Využívá kombinaci paralelního pyrosekvenování mnoha tisíců vláken DNA, které byly předtím amplifikovány metodou emulzní PCR.  Pomocí sekvence adaptéru jsou fragmenty imobilizovány na speciálních kuličkách, a to tak, že každá kulička nese jeden fragment. Každá jednotlivá kulička je enkapsulovaná (zapouzdřená) do emulze vody v oleji pomocí přídavku emulzního oleje. Zapouzdření jednotlivých kuliček emulzí umožní následnou emulzní PCR. Každá kulička má k dispozici všechny potřebné komponenty pro PCR reakci. PCR reakce v zapouzdřených kuličkách umožňuje amplifikaci jednotlivých molekul DNA. Každá kulička je poté vyjmuta z emulze a zanesena do speciální destičky obsahující řadu pikolitrových reaktorů, v každém z těch reaktorů se tedy nachází namnožené kopie jediného fragmentu DNA a všechny další enzymy potřebné pro proběhnutí pyrosekvenační reakce.
V říjnu 2013 Roche oznámilo, že ukončuje podporu platformy 454.

#### Solexa (Illumina)
Solexa (dnes také často nazývaná Illumina, podle jména firmy, která platformu později odkoupila) oproti předchozí metodě nevyužívá pyrosekvenování. Sekvenování probíhá detekcí fluorescenčních záblesků nově dosedajícího nukleotidu (každý nukleotid nese jiný fluorofor a tedy vyzáří světlo jiné barvy). Předchozí amplifikace neprobíhá na kuličkách, ale na destičce opatřené oligonukleotidy, na níž se každý segment DNA amplifikuje pomocí můstkové PCR (adaptory opatřené segmenty DNA na obou stranách se uchycují na oligonukleotidy  a vytváří tak můstek mezi jednotlivými oligonukleotidy, který tomuto typu PCR reakce dal název).

##### Solid
Tato metoda, vyvinutá firmou Applied Biosystems, využívá také emulzní PCR reakci probíhající na kuličce. Vzniklé namnožené segmenty jsou umístěné do mikroreaktorů na skleněnou destičku a následně jsou na ně vázány fluorescenčně značené sondy obsahující vždy dva nukleotidy. Dochází k opakované ligaci a odmývání různých sond a je měří se intenzita záblesků při navázání sondy na segment. 

##### Iont Torrent
Iont Torrent je metoda firmy Life Technlogies využívající polovodičových čipů k detekci vodíkových kationtů, které se uvolňovány při začlenění nových nukleotidů do vznikajícího vlákna DNA. Do reakčního prostoru se střídavě vpouští různé nukleotidy, pokud dojde k zařazení patřičného nukleotidu, uvolněný vodíkový kationt způsobí změnu pH, kterou je polovodičový detektor schopný zachytit.

## Sekvenování třetí generace
Pozornost současné vědy je směřována k metodám, které umožní sekvenaci jediné molekuly DNA, bez nutnosti paralelních sekvenačních procesů či předchozí amplifikace DNA. Tyto metody budou schopné získat informaci o pořadí nukleotidů z jediné molekuly DNA (ideálně v reálném čase). Oproti metodám druhé generace, které jsou schopné získat informaci o nukleotidovém složení fragmentu délky několika stovek bází, budou tyto metody schopné získávat složení podstatně delších fragmentů (u některých metod, např. u nanopórového sekvenování dokonce nejsou udávány limity metody, co do délky sekvence, kterou je nám schopna poskytnout). To umožní během jediného běhu sekvenační reakce získat úplnou a přesnou informaci o nukleotidovém složení např. celého chromosomu či mitochondriálního genomu studovaného organismu. Podmínkou je však vysoká kvalita vstupní DNA, zejména její intaktnost. Proto se pro extrakci a přípravu DNA na sekvenování volí postupy s minimálním třepáním, pipetováním apod.
Jednomolekulové sekvenování v reálném čase (anglicky single-molecule real-time sequencing, SMRT) je metoda sledující replikaci jediné molekuly DNA v reálném čase. Postupně připojující se nukleotidy mají odlišné fluorescenční značení. Celý proces probíhá ve speciální komůrce veliké jen několik nanometrů, která umožňuje specifické šíření světla a tedy zachycení nepatrného fluorescenčního signálu (tato komůrka tedy slouží jako vlnovod a dá se přirovnat například k optickému vláknu o velmi jemném průměru). Tuto metodu využívá společnost PacBio.
Nanopórové sekvenování umožňuje sekvenování jediné molekuly DNA v reálném čase. Vlákno DNA je elektroforeticky vedeno skrz nanopór, který je součástí elektricky nabité membrány. Během průchodu vlákna nanopórem je měřena změna napětí v membráně a na základě této detekované změny napětí je možné usoudit, která nukleotidová báze zrovna nanopórem prošla. Tuto metodu využívá společnost Oxford Nanopore, která dodává několik velikostí sekvenátorů od největšího PromethION přes střední GridION po nejmenší MinION, který lze připojit přes USB a obsluhovat z běžného PC nebo notebooku.

## Využití
Nové metody sekvenování se využívají především pro:
- celogenomové sekvenování, tedy de novo sekvenování kompletních neznámých genomů;
- sekvenování jednotlivých chromozomů, plazmidů či mitochondrií;
- studium genetické variability, mutační analýzu, kvantifikaci jednotlivých alel;
- transkriptomovou analýzu – analýza exprese kódující i nekódující RNA v genomu.